# Canulars de Zhemao
De 2012 à 2022, Zhemao (chinois : 折毛 ; pinyin : Zhémáo), une éditrice du Wikipédia en chinois, crée plus de 200 articles interconnectés sur des aspects falsifiés de l'histoire médiévale de la Russie, contribuant ainsi à l'un des plus grands canulars sur Wikipédia. Mélangeant la recherche et la fiction, les articles sont des embellissements fictifs de faits réels, étant donné que Zhemao utilise la traduction automatique pour comprendre les références en russe et invente des détails élaborés pour combler les lacunes de la traduction. Elle débute cette pratique dès 2010 avec des sujets sur l'histoire de Chine avant de se tourner en 2012 vers l'histoire de la Russie, plus particulièrement les interactions politiques des états slaves médiévaux. La plupart des articles qui ne correspondent pas du tout à des faits réels sont créés pour ajouter des détails dans les affabulations initiales. Zhemao réussit à éviter la détection pendant plus d'une décennie en gagnant la confiance de la communauté, créant un faux personnage d'experte en histoire de la Russie, utilisant des comptes faux-nez pour feindre l'appui, et exploitant la bonne foi de la communauté sur le fait que ses sources obscures concordent avec le contenu de l'article.
Un romancier chinois annonce quels sont les canulars dans une publication en ligne en juin 2022. Intrigué par un récit sur une mine d'argent de Kachine, il avait découvert que ses références ne passaient pas la vérification. Zhemao publie le mois même une excuse et avoue n'avoir ni de diplôme avancé ni de maîtrise de la langue anglaise ou russe. Elle attribue son usage de faux-nez à sa solitude et à son manque d'autres relations sociales. Des éditeurs volontaires bloquent ses comptes et suppriment rapidement ses articles intox, bien que le ménage ait continué un mois plus tard. L'incident ravive le doute sur la réputation de Wikipédia pour sa fiabilité.

## Canular

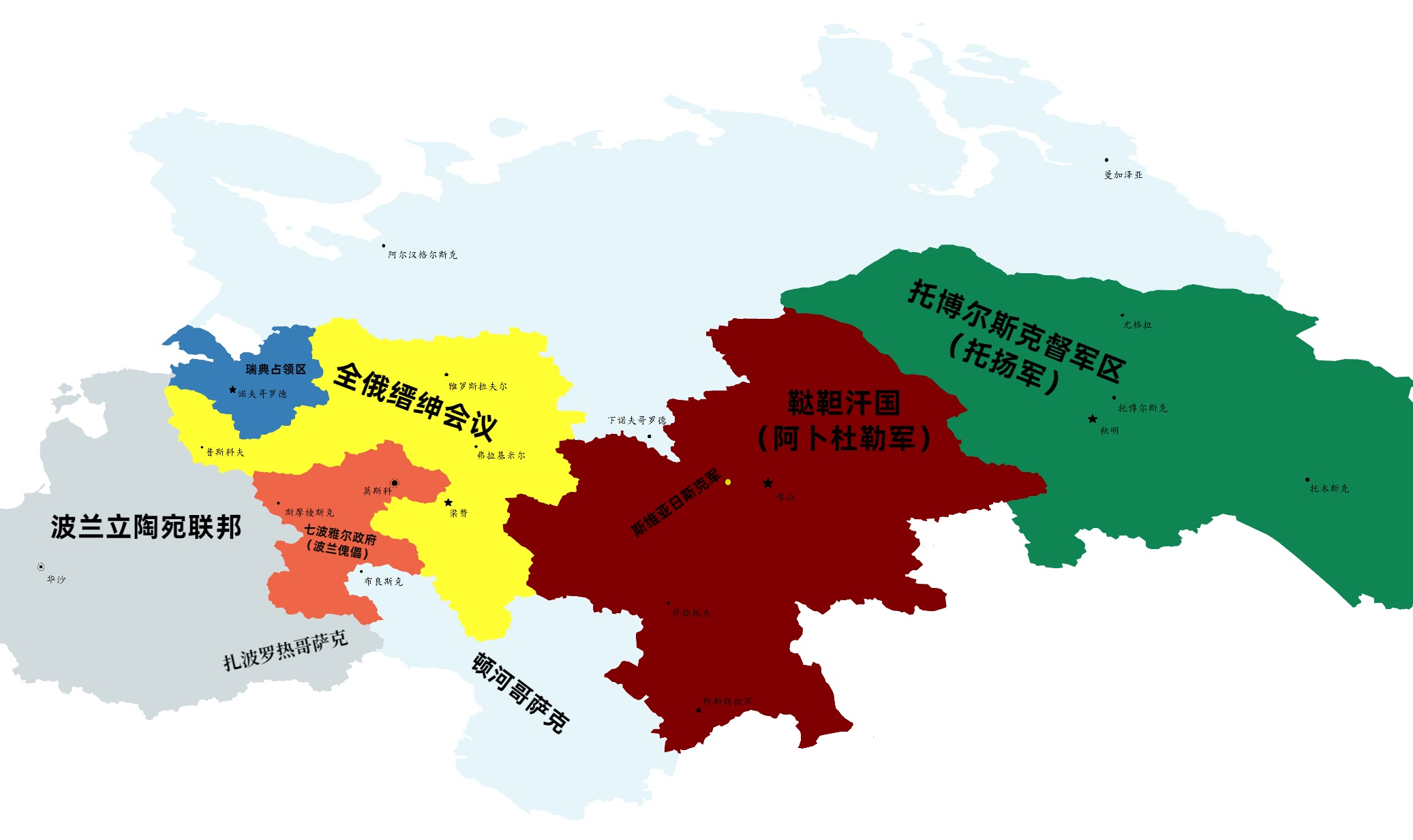
Fausse carte dessinée par Zhemao pour un article sur la Grande Révolte de Tartar fictive.

Entre 2012 et 2022, une utilisatrice connue sous le nom de Zhemao crée plus de 200 articles interconnectés sur le Wikipédia en chinois sur des aspects falsifiés de l'histoire médiévale de la Russie. Combinant des éléments de recherche et de fiction, ses travaux étaient compréhensibles et sourcés, bien que certaines de ses références étaient fausses. Par exemple, elle citait une version en chinois inexistante des 29 volumes d'Histoire de Russie de Sergueï Soloviov. Le réseau d'articles était centré autour d'une « mine d'argent de Kashine » et sur les liens politiques entre les « princes de Tver » et les « ducs de Moscou ». L'article canular le plus long de Zhemao, proche d'une nouvelle en termes de longueur, survolait trois révoltes de Tartar du XVIIe siècle et leurs impacts sur la Russie. Ledit article était rempli d'une carte personnalisée dessinée par l'utilisatrice. Un autre article comportait des images de pièces de monnaie rares qu'elle attribuait à des archéologues russes. Son travail sur les déportations soviétiques des chinois a alors la mention d'« article de qualité » sur le Wikipédia en chinois et est traduit sur Wikipédia en anglais, en arabe et en russe. Ses articles comportaient des détails élaborés sur la devise monétaire et les couverts.
Les histoires alternatives de Zhemao débutent en 2010, avec des embellissements fictifs sur l'officiel Heshen de la Dynastie Qing. Deux ans plus tard, elle se tourne sur des sujets sur l'histoire de la Russie tels que la biographie d'Alexandre Ier avant de s'étendre sur l'histoire de la Russie en général, principalement autour des états slaves médiévaux. Zhemao affirmera que ses articles inventés étaient destinés à combler des lacunes dans ses fabulations initiales.
Zhemao gagne la confiance de la communauté en se faisant passer pour une spécialiste. Elle se décrivait comme étant une docteure en philosophie en histoire de l'Université d'État de Moscou, fille d'un diplomate chinois en Russie, mariée à un homme russe. Son profil comportait une pétition de son mari fictif contre l'invasion de l'Ukraine par la Russie. Un éditeur vétéran du Wikipédia en chinois, John Yip, reconnait début 2022 le travail de Zhemao avec un prix pour honorer son travail. Cependant, Zhemao avait utilisé au moins quatre faux-nez pour donner à ses modifications une impression d'appui extérieur. Il existe au moins un exemple où elle avait discuté directement avec un autre compte qu'elle contrôlait. Sur un autre compte, elle se faisait passer pour une personne étudiant en doctorat à l'Université de Pékin qui avait de l'expérience avec l'histoire de la Russie et qui affirmait entretenir une relation hors site avec Zhemao. Un autre compte dont l'historique des contributions remontait jusqu'à 2010 passe sous le contrôle de Zhemao en 2019. Ces comptes faux-nez contribuent également à créer des contenus faux sur la dynastie Qing et la Russie de Vladimir Poutine.

## Détection
Le romancier web chinois Yifan (chinois : 伊凡 ; pinyin : Yīfán) tombe sur un article de Zhemao sur le Wikipédia en chinois sur une « mine d'argent de Kashine » en faisant des recherches, et intrigué par ses détails, comportant un contexte sur son histoire sociale, la composition du sol et les procédés de raffinement. Cependant, il remarque que les équivalents de ces articles sur le Wikipédia en russe étaient soit plus courts ou inexistants. Les articles chinois incluaient des gens et des embellissements introuvables dans des Wikipédias dans d'autres langues. Une référence sur une technique médiévale d'extraction minière mena à un article sur l'extraction minière moderne et automatisée. La ville de Kashine existait, mais pas sa mine d'argent. Lorsque Yifan demande à des locuteurs de vérifier ces détails, il s'avère que certaines références ne passent pas la vérification, étant donné que les pages ou les éditions des livres cités étaient inexistants. Une recherche approfondie dans les longs articles de Zhemao sur les batailles slovaques n'apparaissent pas non plus dans le dossier historique de la Russie. Yifan publie ses découvertes sur le site web de questions-réponses Zhihu en juin 2022.
Zhemao publie le mois même des excuses sur le Wikipédia en anglais où elle explique comment ses actions, à l'origine innocentes, étaient devenues hors de contrôle. Elle raconte son passé de ménagère, n'ayant aucun diplôme d'études avancées et ne maîtrisant pas de langue étrangère. Incapable de lire le matériel d'origine, elle développe les résultats du logiciel de traduction avec son imagination, qui s'étend vers des travaux de fiction. Zhemao attribue la création de faux-nez à la solitude, dont la présence d'amis imaginaires ou du cosplay pour relation parasociale en raison de l'absence d'autres relations sociales et de circonstances dues aux voyages d'affaires fréquents de son mari chinois réel. Elle s'excuse aux spécialistes russes qu'elles avaient incarnés et avec lesquels elle avait sympathisé, et promet de se trouver un métier au lieu de continuer son projet.

## Impact
Un cadre de wikipédiens volontaires vérifient les modifications de Zhemao, s'étendant sur plus de 300 articles. Certains d'entre eux ont eu recours à de l'expertise topique pour séparer les faits de la fiction. La plupart desdits articles sont supprimés en date du 17 juin. Les différents comptes de Zhemao sont bloqués de manière permanente. Des volontaires continuent de passer en revue ses modification un mois après.
Les canulars de Zhemao font partie d'un des plus grands canulars de Wikipédia, et ce en ayant exploité une marge dans les pratiques standard de la bonne foi de Wikipédia où les éditeurs vérifient la présence de sources appropriées et de plagiat évident, mais pas nécessairement si des références obscures concordent avec le contenu de l'article. Des éditeurs de Wikipédia en chinois ont exprimé du regret pour avoir été trompés, encouragés Zhemao, et pour avoir participé à l'endommagement de la réputation déjà délicate de l'encyclopédie pour sa fiabilité. Engadget compare les canulars de Zhemao à l'affaire Essjay de 2007, où un éditeur de Wikipédia avait faussé son expérience de manière similaire.
Plusieurs publications remarquent l'opportunité manquée par Zhemao de ne pas avoir publié ses écrits en tant que fiction indépendante,, en se basant sur les remarques d'éditeurs sur la qualité et la rigueur de leur prose. Certaines publications ont même qualifié Zhemao de « Borges chinoise ».,,

## Page connexe
- Wikipédia:Liste de canulars